# オアハカ・ウォーリアーズ
オアハカ・ウォーリアーズ (英語: Oaxaca Warriors、ゲレーロス・デ・オアハカ (スペイン語: Guerreros de Oaxaca) は、メキシコ合衆国オアハカ州オアハカに本拠地を置くリーガ・メヒカーナ・デ・ベイスボルのプロ野球チームである。
本拠地球場はエスタディオ・エドゥアルド・バスコンセロス。マイナーリーグAAAクラスを与えられている。
1996年にリーガ・メヒカーナ・デ・ベイスボルのチームとなり、1998年に唯一のリーグ優勝を果たしている。